# Chrysler do Brasil
 (mai 2022).
 (mai 2022).
La mise en forme du texte ne suit pas les recommandations de Wikipédia : il faut le « wikifier ».
Les points d'amélioration suivants sont les cas les plus fréquents. Le détail des points à revoir est peut-être précisé sur la page de discussion.
- Les titres sont pré-formatés par le logiciel. Ils ne sont ni en capitales, ni en gras.
- Le texte ne doit pas être écrit en capitales (les noms de famille non plus), ni en gras, ni en italique, ni en « petit »…
- Le gras n'est utilisé que pour surligner le titre de l'article dans l'introduction, une seule fois.
- L'italique est rarement utilisé : mots en langue étrangère, titres d'œuvres, noms de bateaux, etc.
- Les citations ne sont pas en italique mais en corps de texte normal. Elles sont entourées par des guillemets français : « et ».
- Les listes à puces sont à éviter, des paragraphes rédigés étant largement préférés. Les tableaux sont à réserver à la présentation de données structurées (résultats, etc.).
- Les appels de note de bas de page (petits chiffres en exposant, introduits par l'outil «  Source ») sont à placer entre la fin de phrase et le point final[comme ça].
- Les liens internes (vers d'autres articles de Wikipédia) sont à choisir avec parcimonie. Créez des liens vers des articles approfondissant le sujet. Les termes génériques sans rapport avec le sujet sont à éviter, ainsi que les répétitions de liens vers un même terme.
- Les liens externes sont à placer uniquement dans une section « Liens externes », à la fin de l'article. Ces liens sont à choisir avec parcimonie suivant les règles définies. Si un lien sert de source à l'article, son insertion dans le texte est à faire par les notes de bas de page.
- La présentation des références doit suivre les conventions bibliographiques. Il est recommandé d'utiliser les modèles {{Ouvrage}}, {{Chapitre}}, {{Article}}, {{Lien web}} et/ou {{Bibliographie}}. Le mode d'édition visuel peut mettre en forme automatiquement les références.
- Insérer une infobox (cadre d'informations à droite) n'est pas obligatoire pour parachever la mise en page.

Pour une aide détaillée, merci de consulter Aide:Wikification.
Si vous pensez que ces points ont été résolus, vous pouvez retirer ce bandeau et améliorer la mise en forme d'un autre article.

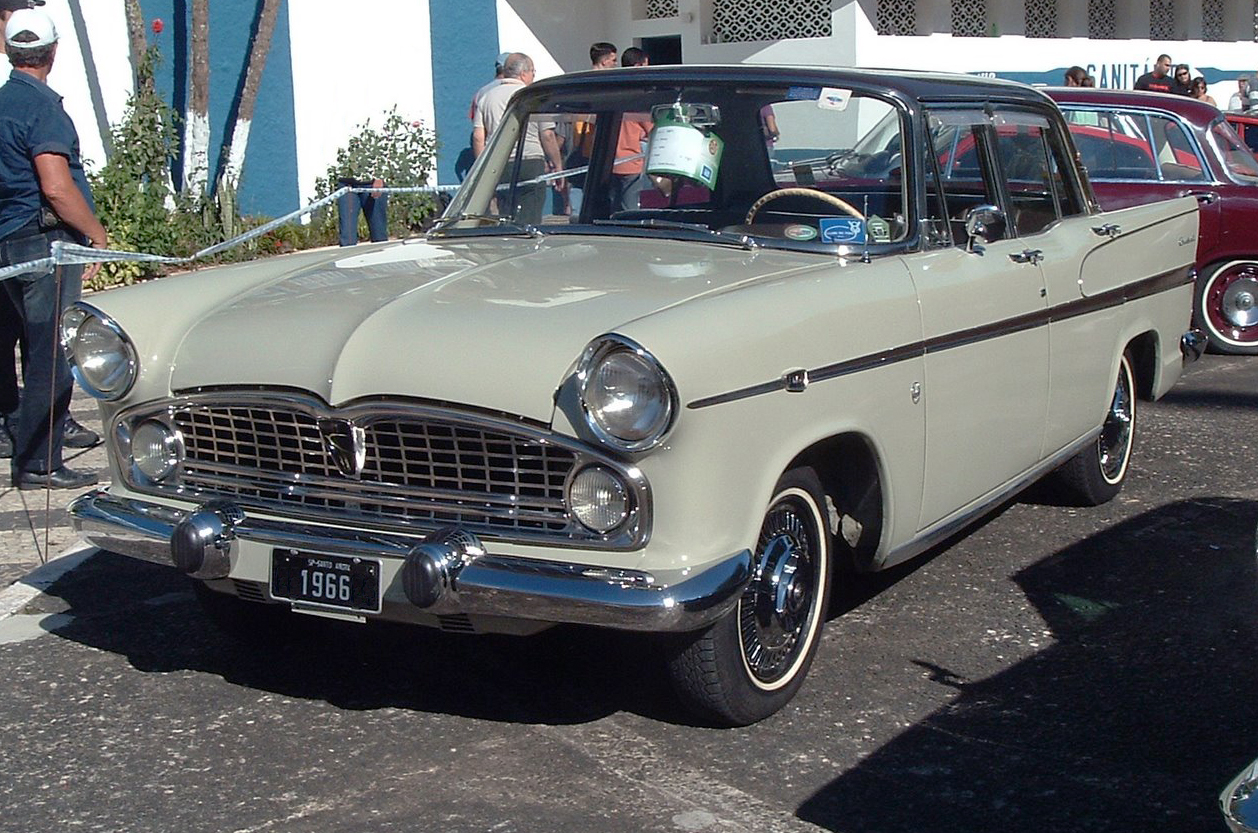
Simca Chambord Tufão (Brésil) 1966

Chrysler do Brasil était une division du groupe américain Chrysler Corporation, opérationnelle au Brésil de septembre 1967 à 1981. La société a produit plusieurs modèles de voitures d'origine américaine sous les marques Chrysler, Dodge et Plymouth et françaises, après le rachat de Simca do Brasil en 1967.

## Histoire[1]
Au cours des années 1960, le Brésil connait une période de forte croissance du nombre d'entreprises produisant des véhicules dans le pays. Outre la filiale locale de l'allemand Volkswagen, Volkswagen do Brasil, les sociétés DKW Vemag, IBAP, Puma, Simca do Brasil et Willys-Overland do Brasil se disputaient un marché automobile fermé à toute importation, avec les filiales locales de General Motors et Ford qui étaient présents depuis de nombreuses années. Dans les années 1950, Chrysler avait déjà fait assembler des modèles Dodge et Plymouth en CKD par le groupe Brasmotor. La direction américaine de Chrysler a vu, dans l'évolution de l'économie brésilienne, une excellente opportunité pour développer ses activités localement. Pour revenir sur le marché, la solution a été le rachat de Simca do Brasil, une filiale du constructeur français Simca, appartenant au groupe italien Fiat SpA qui, pour pouvoir racheter Citroën en France, avait cédé 62% de Simca France à Chrysler en décembre 1962. Chrysler a acquis la propriété complète de la société brésilienne et tous les droits et brevets pour le monde entier.

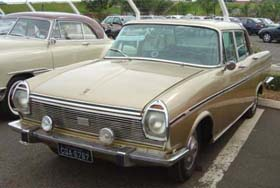
Simca Esplanada

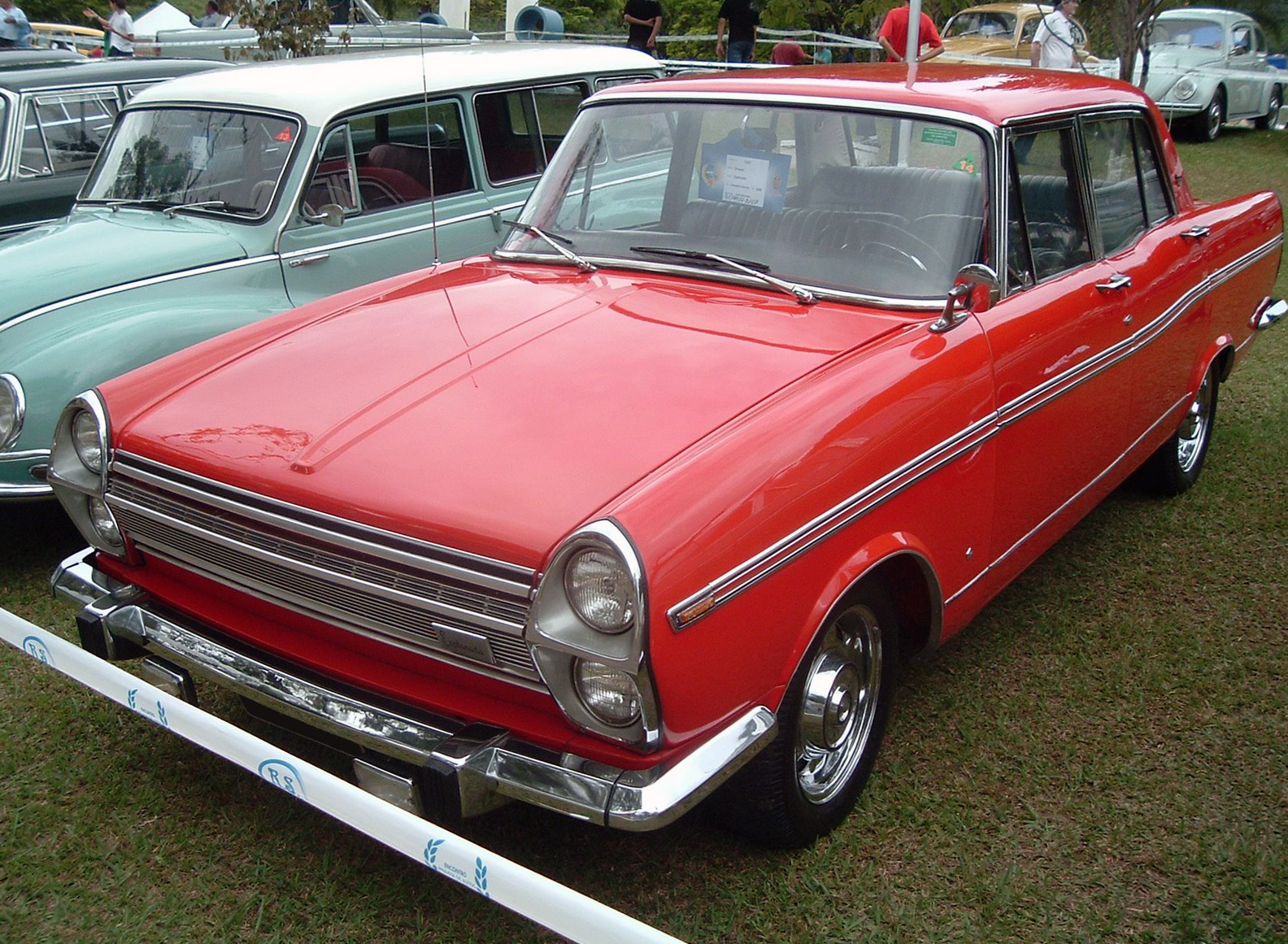
Chrysler Esplanada (1968)

En 1967, la direction américaine de Chrysler Corporation envoie Eugene Cafiero au Brésil pour prendre la direction des opérations de Simca do Brasil. Ses actions ont été coordonnées par son collègue américain Victor G. Pike, chargé de mettre en œuvre le planning d'installation du siège américain dans le pays. Au début, Chrysler a continué à fabriquer les modèles Simca, Chambord, Presidente et Esplanada mais les logos de la marque ont été remplacés par ceux de la société américaine. Chrysler do Brasil a apporté plusieurs modifications aux véhicules, principalement en termes de réglages mécaniques, afin de résoudre leurs problèmes récurrents. Le modèle Esplanade a été envoyé aux États-Unis afin d'être analysé par les ingénieurs qui ont apporté 53 modifications pour lancer le MY 68 sous la marque Chrysler.
La filiale brésilienne de Chrysler n'avait pas l'intention de se contenter des deux seuls modèles de la défunte Simca do Brasil. Il lui fallait plusieurs modèles pour affronter les concurrents : la Chevrolet Opala et la Ford Galaxie, ainsi que l'ancienne mais toujours recherchée Aero Willys. C'est en 1969 qu'apparaissent les premiers nouveaux modèles de Chrysler do Brasil : la Dodge Dart, une berline "intermédiaire" dotée d'un moteur V8 de 5,2 litres de cylindrée, développant une puissance comprise entre 198 et 215 Ch, selon la configuration.
Avec l'affirmation d'une image de qualité et de robustesse, Chrysler do Brasil lance plusieurs modèles dans les années suivantes, les Dart SE, Dart Coupé, Le Baron, Magnum et Charger. Les problèmes liés à la crise pétrolière de 1973 ont forcé le département d'ingénierie à modifier la configuration des moteurs, à augmenter le volume des réservoirs de carburant et à ajuster les transmissions pour rendre les véhicules plus économes. Un autre modèle lancé après la prise en compte de ces critères d'économie, fut la Dodge Polara, dont le moteur, 4 cylindres en ligne, avait une consommation bien inférieure et des performances supérieures aux concurrents, comme la Chevrolet Chevette et la Volkswagen Coccinelle.

## Déclin et disparition de Chrysler di Brasil
En 1973, 17.939 Dart/Charger ont été produits, la meilleure année pour ces voitures au Brésil. Avec la crise pétrolière, les ventes ont chuté considérablement, tout comme la valeur de revente des voitures équipées d'un moteur V8 trop gourmand. En 1974, la production de Chrysler do Brasil est tombée à 11.318 unités, mais elle n'a pas baissé davantage car, dans les derniers mois de l'année, il y a eu une découverte providentielle de nouveaux gisements de pétrole sur la côte de Rio de Janeiro. Mais une Dart de 1969 d'occasion valait 25 000 R$, soit la moitié de la valeur d'une Volkswagen 1300 de la même année. La direction de Chrysler n'a pas d'autre choix que d'investir massivement pour remplacer très vite toute sa gamme ou se retirer. Un accord est négocié avec Volkswagen do Brasil pour une prise de participation afin d'amortir les coûts des usines.
En janvier 1979, Volkswagen do Brasil rachète 67 % de Chrysler do Brasil et le solde en 1980, supprimant le contrôle américain sur la filiale brésilienne. Les intentions de Volkswagen étaient très claires, couvrir le marché en éliminant les concurrents. Ainsi, en 1981, Chrysler do Brasil arrête toutes ses activités, mais conserve, jusqu'en 1984, la production d'un seul modèle de camion destiné à un usage rural.
Au total, Chrysler aura été présent directement au Brésil à 3 occasions :
- dans les années 1950, par le biais d'une joint-venture avec Brasmotor,
- entre 1967 et 1981 avec sa société Chrysler do Brasil
- entre 1998 et 2002, avec la division Dodge, qui produisait le pick-up Dodge Dakota.

Depuis 2009, après son sauvetage et rachat par le groupe Fiat SpA, Chrysler aurait l'intention de revenir au Brésil une 4ème fois. Certaines rumeurs laissent à penser que la nouvelle déclinaison de la Dodge Dart pourrait être fabriquée par Fiat Automoveïs sous le nom de Fiat Viaggio, comme en Chine ou reprendre le nom de Tempra, en référence à l'ancienne berline familiale fabriquée par l'entreprise italienne entre 1992 et 1998 au Brésil.